# Calycomyza subapproximata
Calycomyza subapproximata este o specie de muște din genul Calycomyza, familia Agromyzidae. A fost descrisă pentru prima dată de Mitsuhiro Sasakawa în anul 1955. Conform Catalogue of Life specia Calycomyza subapproximata nu are subspecii cunoscute.